# کالین آدیسون
کالین آدیسون (انگلیسی: Colin Addison؛ زادهٔ ۱۸ مهٔ ۱۹۴۰) یک بازیکن فوتبال است.